# Ingrid Tuk
Ingrid Tuk (1945), ook wel bekend als Ineke Tuk, is een Nederlandse schaker. In 1968, na drie kampioenschappen achter elkaar van Corry Vreeken (1962, 1964 en 1966) te hebben verloren, won zij het Nederlands kampioenschap schaken voor vrouwen. Tuk ging na haar successen als schaker werken als animeerdame onder de naam Ingrid Jansen. Pas in 2008 keerde ze als schaker terug bij schaakclub Steenwijk. Ze speelde ook in de competitie van de Friese schaakbond. Ook speelde Tuk in 2010 mee met het Friese Kampioenschap schaken.